# Mirikina obecná
Mirikina obecná (Aotus trivirgatus) je ploskonosý primát z čeledi mirikinovitých.

## Rozšíření
Žije v tropické části Jižní Ameriky, její teritoria se rozkládají převážně v centrální a severní části Brazílií, ve Venezuele a v Kolumbií. Žije v tropických lesích, galeriových lesích i mangrovech, kde nejraději obývá horní patra stromů.

## Popis
Měří okolo 350 mm a váží asi 950 gramů, ocas mívá o něco delší než tělo. Rozdíl ve velikostech mezi samcem a samici není na prvý pohled zřejmý. Má dlouhé končetiny a její tělo vypadá štíhle. Na prstech má papilární linie pro každého jedince natolik specifické, že je lze podle nich identifikovat (otisky prstů), na čtvrtých prstech předních končetin má drápy. Srst je na hřbetě zbarvena hnědošedě, na spodku těla a vnitřních stranách končetin světle, bíle až žlutě oranžové. Obličej je černý se světlými skvrnami nad očima, tváře a brada jsou bělavě olemovány. Na hlavě má tři podélné tmavé pruhy, které daly zvířeti latinské jméno. Má veliké výrazné kulaté oči, kterými velice dobře vidí i za tmy, důležité pro noční pohyb po stromech.

## Stravování
Mirikina obecná, přestože se nejvíce živí plody tropických stromů, je v podstatě všežravec. Kromě ovoce a ořechů žere listy, noční hmyz a další drobné bezobratlé, stromové žáby a měkkýše, také příležitostně žere i vejce ptáků. Zmocní se jak sedící kořisti, tak nočního létajícího hmyzu, který chytá přesně mířeným skokem.

## Způsob života
Jsou to opice s výhradně noční aktivitou, jsou zcela přizpůsobeny životu na stromech. Pohybují se ve stromoví po čtyřech končetinách, se stromu na strom se přesunují skoky dlouhými i pět metrů. Den tráví spánkem v hnízdech v dutinách, kde jsou dobře chráněny před dravci. Potravu si počínají shánět až po setmění, před svítáním se vrací do nocležiště. Nejaktivnější jsou za jasných nocí při úplňku, denně prospí průměrně 17 hodin.
Mají několik hlasových projevů. Kromě cvrčivých tónů vydávají chrochtavé zvuky a hlasité, daleko slyšitelné tóny, podobné úderům gongu. Jiný zvuk vydávají při nebezpečí, při setkání s jinou skupinou nebo při vyhledávání partnera.
Svá území si značkují pachovými značkami z močí nebo žlázových výměšků roztíraných po větvích a kmenech stromů, které slouží k dorozumívání ve skupině. Vzájemná očichávání mají za úkol rozeznávat jedince, případně rozpoznat připravenost k páření. Pro upevnění vzájemné soudržností ve skupině používají také klasické čistění srstí a kousání do ocasu.

## Rozmnožování
Je to opice silně monogamní, žijí v párech které se mění jen smrtí jednoho z partnerů. Žijí v rodinných skupinách společně se svými nedospělými mláďaty do 2,5 až 3,5 let jejích věku, po dosažení dospělosti mláďata odcházejí. Samice rodí zhruba po 120 až 130 dnech březosti převážně jedno mládě, které kojí asi půl roku. O mláďata se nejprve stará samice, pak péči o ně přenechá, mimo kojení, samci. Ten je nosí a stará se o ně až do půl roku věku. Samice mívá mladé v intervalu asi jednoho roku.
V zajetí se množí jen zřídka, při dobré péči se dožívá okolo 12 let. Ve volné přírodě nemá mnoho přirozených nepřátel, není považována za ohroženého živočicha. Protože se jedná o nočního živočicha, lze se z hbitých pohybů mirikiny obecné potěšit jen v takové ZOO, kde jsou zřízeny tzv. noční pavilony s nočními prohlídkami.